# Jangalahalli, Gudibanda
Jangalahalli là một làng thuộc tehsil Gudibanda, huyện Kolar, bang Karnataka, Ấn Độ.